# Merode állomás
A Merode egy metró- és vasútállomás brüsszelben. A metróállomás Etterbeek kerületben található a „Porte de Tervueren” alatt, ami az Avenue de Tervueren, egy fontos sugárút kiindulópontja. A vasútállomás a square Princesse Jean de Merode alatt helyezkedik el, amiről az állomások el lettek nevezve. A két állomást aluljáró köti össze.
A metróállomás az 1-es és 5-ös metrók (régen 1A és 1B) közös szakaszának szélső keleti állomása. Kettőből egy metró a Herrmann-Debroux (5-ös vonal), egy pedig a Stockel (1-es vonal) végállomás felé folytatja az útját.
A vasútállomást a 26-os (Schaerbeek – Halle) vasútvonal érinti.

## A metróállomás
A metróállomás 1976. szeptember 20-án nyílt meg, amikor az addig premetróként (föld alatti villamos) üzemelő alagutat a De Brouckère és a Schuman állomások között is átalakították teljes értékű metróvá. Az állomás az 1-es és 5-ös metrók (régen 1A és 1B) közös szakaszának szélső keleti állomása. A Schuman állomás felől érkező metrók közül kettőből egy délkelet felé folytatja útját az 5-ös vonalon, a Thieffry állomáson keresztül a Herrmann-Debroux végállomásig Auderghembe. Az 1-es vonal a Montgomery állomáson keresztül a Stockel végállomás felé közlekedik Woluwe-Saint-Pierre-be.
A metróállomás két peronja két külön szinten helyezkedik el egymás felett, így könnyítve a vonal szétválását keleti irányban. A peronokkal szemben színes csempével díszített fal, Jean Glibert alkotása húzódik. A metróállomás az egyik legmélyebb a brüsszeli hálózaton.

## A vasútállomás

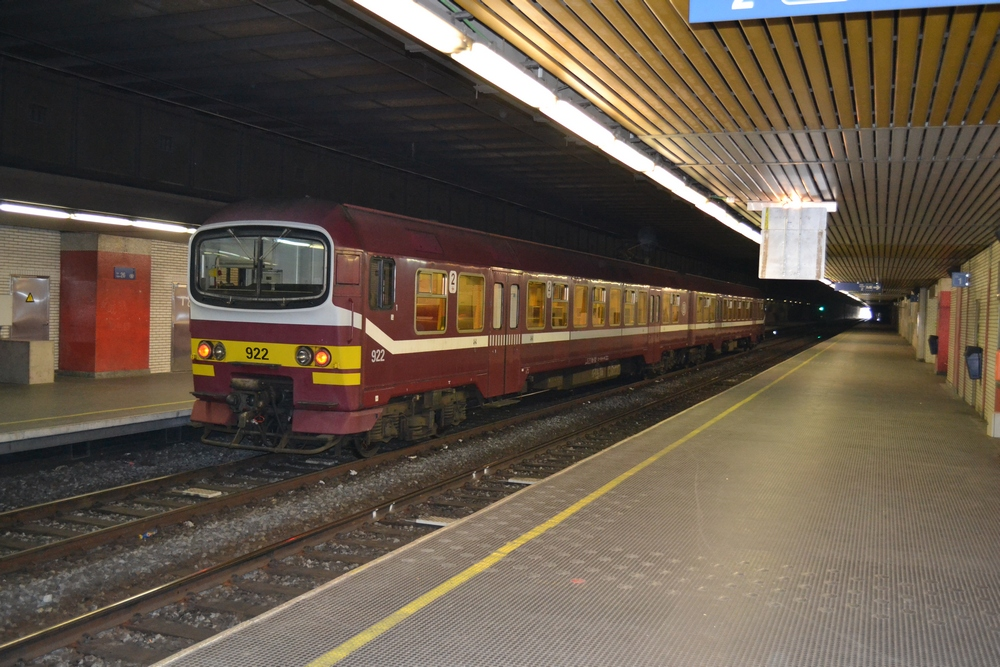
Egy AM86 villamos motorvonat, ami éppen készül elhagyni az állomást

A vasútállomás a föld alatt helyezkedik el, az SNCB 26-os (Schaerbeek-Halle) vasútvonalán a Meiser és Delta állomások között. Két szélső peronja van.
A brüsszeli helyiérdekű vasutak (S-vonatok) által van kiszolgálva: S4 (Vilvoorde – Merode – Aalst), S5 (Mechelen – Bruxelles-Luxembourg), S7 (Mechelen – Halle), S9 (Landen – Schaerbeek).

## Átszállási lehetőségek
| 26-os belga vasútvonal (Schaerbeek – Halle) |                        | |
| 1 (Gare de l’Ouest – Stockel)               |                        | |
| 5 (Érasme – Herrmann-Debroux)               |                        | |
| Állomás                                     | Átszállási lehetőségek | Fontosabb létesítmények                                                                                    |
| Merode                                      | 81 22 27 61 80 N06     | Cinquantenaire, Autoworld, Cauchie-ház, Királyi Hadtörténeti Múzeum, Királyi Művészeti és Történeti Múzeum |